# Església de Monistrol
L'església de Monistrol és un temple parrqouial de Monistrol d'Anoia (Alt Penedès), inclosa a l'Inventari del Patrimoni Arquitectònic de Catalunya.

## Descripció
Està formada per diferents cossos adossats de diferent alçària i altres edificis que dificulten la comprensió de la seva estructura. L'església és d'una nau de planta rectangular amb capelles laterals, capçalera recta, volta de canó i coberta a dues vessants amb el carener perpendicular a la façana principal. En aquesta façana s'hi troba un portal d'arc de mig punt adovellat amb brancals de carreus i a sobre un ull de bou calat. A la façana oposada destaca a la part superior un altre òcul emmarcat de maons i el coronament que fa un joc de línies corbes i convexes. Adossat a aquest cos principal hi ha un de més baix amb una finestra d'arc apuntat amb emmarcament de pedra. El campanar és de planta quadrangular amb una obertura d'arc de mig punt per costat que correspon a sengles finestres amb arc a sardinell a tres de les cares i a una porta a la façana de migdia on a sobre destaca el rellotge també amb un arc a sardinell, tot rematat a la part superior per una cornisa de maons. Els murs de l'edifici estan arrebossats i emblanquinats.